# Station Futuroscope
Station Futuroscope is een spoorwegstation in de Franse gemeente Chasseneuil-du-Poitou bij het attractiepark Futuroscope.
Het wordt bediend door treinen van het netwerk TER Nouvelle-Aquitaine en de TGV.